# معاملة المثليين في لبنان
يواجه الأشخاص من المثليين والمثليات ومزدوجي التوجه الجنسي والمتحولين جنسياً (اختصاراً: مجتمع الميم) في لبنان تحديات قانونية واجتماعية لا يواجهها غيرهم من المغايرين جنسيا. يواجه الأشخاص من مجتمع المثليين وصمة عار بين السكان. كما أن المنازل التي يعيش فيها الشركاء المثليون غير مؤهلة للحصول على نفس الحماية القانونية المتاحة للأزواج المغايرين، مع وجود عدة تقارير تتحدث عن مستوى عالي من التمييز والانتهاكات ضد مجتمع المثليين. قضت عدة محاكم بعدم استخدام المادة 534 من قانون العقوبات اللبناني، التي تحظر إقامة علاقات جنسية «تتعارض مع نظام الطبيعة»، لاعتقال الأفراد من مجتمع الميم. ومع ذلك، لا يزال القانون يستخدم لمضايقة واضطهاد مجتمع الميم من خلال الاعتقالات التي تقوم بها الشرطة.
أظهر إستطلاع أجراه مركز بيو للدراسات عام 2007، أن نسبة 79% من اللبنانيين يعتقدون بأنه «ينبغي رفض المثلية الجنسية»، على عكس ذلك كانت نسبة 18% تعتقد أنه «ينبغي قبول المثليّة الجنسية».
نظمت مجموعات المثليين الأحداث منذ عام 2006 لتتزامن مع اليوم العالمي لمناهضة رهاب المثلية، ورهاب التحول الجنسي، و ورهاب ازدواجية التوجه الجنسي. في عام 2017، نظم نشطاء المثليين أول مسيرة فخر المثليين في لبنان، تحمل اسم «فخر بيروت»، لكنهم اضطروا للإلغاء بسبب تهديدات إرهابية من المتطرفين الإسلاميين. تم حظر حدث 2018 بعد أن تم إلقاء القبض على المنظم الرئيسي من قبل مسؤولي الشرطة. أدانت هيومن رايتس ووتش هذه الخطوة، التي قالت: «إن الحملة القمعية تنتهك حرية التجمع وتكوين الجمعيات، وهي خطوة إلى الوراء في بلد أحرز تقدماً نحو احترام حقوق المثليين».

## قانونية النشاط الجنسي المثلي
المادة 534 من قانون العقوبات اللبناني تحظر إقامة علاقات جنسية بما «يخالف نظام الطبيعة» ويعاقب مخالفها بالسجن لمدة سنة. من الناحية العملية، تطبيق القانون متعدد وغالبًا ما يحدث خلال اعتقالات الشرطة من حين لآخر. سنة 2002، إقتحمت قوات الشرطة منزل امرأة لإدعاء أمها عليها بسرقة بعض الأموال والمجوهرات؛ عند مداهمة المنزل وجدت الشرطة الامرأة في علاقة جنسية مع امرأة أخرى، فأوكلت إليهما تهمة جريمة «السدومية».
في عام 2007، دعا القاضي منير سليمان إلى وقف التحقيق الجنائي لرجلين قُبض عليهما بموجب المادة 534. وطعن في أن المثلية الجنسية «تتعارض مع نظام الطبيعة» وأشار إلى أن ما يُعتبر «غير طبيعي» يعكس الأعراف الاجتماعية في الماضي.
في 11 كانون الأول/ديسمبر من العام 2009، أطلقت حلم من مقرها في بيروت تقريرًا يستهدف الوضع القانوني لمجتمع الميم في منطقة الشرق الأوسط وشمال أفريقيا. عام 2011، حكم قاض لبناني في البترون بعدم استخدام المادة 534 لمقاضاة المثليين.
في عام 2012، راقب وزير العدل حينئذ شكيب قرطباوي استخدام الاختبارات الشرجية على الرجال المتهمين بالمثلية، وأصدر بيانًا يدعو إلى وضع حد لهذه الممارسة.
في أبريل من عام 2013، أمر رئيس بلدية دكوانة، قوات الشرطة بمداهمة وإغلاق نادي ليلي صديق للمثليين، وألقي القبض على العديد من مرتادي النادي وأجبروا على خلع ملابسهم بمقر البلدية، حيث التقطت لهم صور وهم عراة. وأدان العديد من ناشطي حقوق المثليين هذه الحادثة. دعم وزير الداخلية بالحكومة المؤقتة آنذاك مروان شربل رئيس بلدية دكوانة قائلاً أن «لبنان تعارض المثلية الجنسية، ووفقا للقانون اللبناني فهي جريمة جنائية».
في 11 يوليو 2013، أصدرت الجمعية اللبنانية للطب النفسي بيانًا قالت فيه أن المثلية الجنسية لا تشكل في أي من أوجهها اضطرابا أو مرضا وهي بالتالي لا تتطلب أي علاج، إذ أنّ «المثلية الجنسية ليست نتيجة اضطراب في الدينامية العائلية أو نمو نفسي غير متزن» مضيفةً بأن «المثلية الجنسية في ذاتها لا تتسبب بأي خلل في القدرة على الحكم أو الاستقرار أو في الموثوقية أو في القدرات الاجتماعية أو المهنية». معتبرة أن «تغيير التوجه الجنسي ليس هدفا ملائما يصبو إليه العلاج النفسي»، ودعت الجمعية «الخبراء في مجال الصحة في لبنان إلى الاعتماد حصرا على العلم عندما يعبرون عن آرائهم أو يصفون العلاج لهذه الحالة». وهذا جعل من لبنان أول دولة عربية تتوقف عن اعتبار المثلية الجنسية كـ«مرض».
في 28 يناير 2014، اسبتعد قاضٍ لبناني في محكمة الجديدة بالمتن قضية امرأة متحولة جنسيا-بالولادة تعرف عن نفسها كإمرأة اتهمت بممارستها علاقة جنسية «غير طبيعية» مع رجل. صدر الحكم تحت المادة 354، التي لها تاريخ في إستخدامها لملاحقة العلاقات الجنسية ما بين الأشخاص المثليين، حيث رأى القاضي بأنها لا تنطبق على هذه القضية.
في يناير/كانون الثاني 2017، طعن قاضي لبناني في الأساس القانوني لاعتقال الرجال بسبب ممارسة الجنس المثلي. في حكمه، أشار القاضي معلوف إلى حكم في قانون العقوبات يحمي حرية التعبير، المادة 183، التي تنص على أن «الفعل الذي يُمارس في ممارسة حق دون انتهاك يجب ألا يعتبر جريمة». وكتب القاضي في قراره «إذا لم يحدث أي ضرر، فلا توجد جريمة».
على الرغم من هذه الأحكام، لا تزال المادة 534 من قانون العقوبات قائمة. قال جورج عزي، المدير التنفيذي للمؤسسة العربية للحريات والمساواة، لصحيفة واشنطن بليد في عام 2017: «المثلية الجنسية غير قانونية من الناحية الفنية في لبنان، لكن الجيل الجديد من القضاة أقل عرضة لتطبيق القانون وقوات الشرطة لن تعززه». في أغسطس 2014، قام مكتب حماية أخلاقيات قوات الأمن الداخلي بمداهمة حمام تركي في بيروت، مما أسفر عن اعتقال 27 سوريًا. وفقًا لتقرير شارك في إنتاجه مع حلم، كان السبب المعلن للمداهمة هو «وجود أفراد مثليين». في مايو 2016، قام نشطاء المثليين باعتصام، مطالبين بإلغاء المادة 534.
في مارس 2018، عبر حزب الكتائب اللبنانية، وهو حزب مسيحي ثانوي، عن دعمه لإلغاء تجريم المثلية الجنسية وإلغاء المادة 534. ورحب نشطاء المثليين بالدعم، مشيرين إلى أن هذه هي المرة الأولى التي يدعم فيها حزب سياسي في البرلمان قضيتهم.
في يوليو 2018، أيدت محكمة الاستئناف الجزائية في جبل لبنان حكمًا في المحكمة الابتدائية برأت محاكمة تسعة أشخاص بسبب مثليهم. قررت المحكمة الابتدائية أن المثلية الجنسية كانت «ممارسة لحقوقهم الأساسية». وافقت محكمة الاستئناف ووجدت أن ممارسة الجنس بالتراضي بين شركاء مثليين لا يمكن اعتبارها «غير طبيعية» طالما أنها لا تنتهك الأخلاق، مثل «عندما يراها الآخرون أو يسمعونها، أو تؤدي في مكان عام، أو إشراك قاصر يجب حمايته». رحب النشطاء بالحكم ودعوا الحكومة إلى إلغاء المادة 534. وكان هذا الحكم هو الخامس من نوعه في لبنان، وهو الأول من نوعه في محكمة رفيعة المستوى.

## الهوية الجندرية والتعبير عنها
في يناير 2016، أكدت محكمة الاستئناف في بيروت حق رجل متحول جنسيا في تغيير أوراقه الرسمية، مما يتيح له الوصول إلى العلاج اللازم والخصوصية. يجب على الأشخاص المتحولين جنسياً الخضوع لجراحة إعادة تحديد الجنس من أجل تغيير جنسهم القانون.

## التبرع بالدم
يحظر على الرجال المثليين ومزدوجي التوجه الجنسي اللبنانيين التبرع بالدم.

## حراك حقوق المثليين
بدأ أعضاء المجتمع اللبناني من مجتمع الميم حملة علنية من أجل حقوق المثليين في عام 2002، من خلال إنشاء جمعية سياسية تدعى «الحريات الخاصة». ركزت المجموعة جهودها على إصلاح المادة 534 من القانون الجنائي بحيث لا تعد الأفعال الجنسية الخاصة بين البالغين المتوافقين جريمة. تدعى منظمة أخرى لحقوق المثليين في لبنان باسم «حلم». وقد نظمت هذه المنظمات مظاهرات عامة ومحاضرات وجمع التبرعات للتثقيف بشأن فيروس نقص المناعة البشرية/الإيدز.
في عام 2006، احتفلت حلم باليوم الدولي لمناهضة رهاب المثلية، ورهاب التحول الجنسي، ورهاب ازدواجية التوجه الجنسي في فندق مونرو وسط بيروت.
في آب/أغسطس 2007، تم تأسيس منظمة غير حكومية مثلية تدعى ميم لدعم النساء المثليات ومزدوجات التوجه الجنسي ومغايري الهوية الجنسانية والكويريين والمتساءلين في لبنان. تقدم المجموعة الدعم المجتمعي، والإرشاد النفسي، ومركز النشاط، والدعم القانوني، والأحداث الاجتماعية، وفرصة للعمل على التغيير الاجتماعي. تستضيف ميم أيضًا «وومين هاوس» (بالإنجليزية: Womyn House)‏ الذي يعمل كمركز للأنشطة والموارد في بيروت.
تم التخطيط لافتتاح فخر بيروت في 21 مايو 2017، لكن نشطاء المثليين أجبروا على تنظيم مناسبة خاصة بسبب الخوف من العنف من قبل الشرطة والإسلاميين المتطرفين. في عام 2018، تم اعتقال منظم بيروت برايد، هادي داميان، وأجبر على إلغاء الحدث. حظر مسؤولو الشرطة الحدث، مشيرين إلى «التحريض على الفجور» و «خرق الأخلاق العامة». على الرغم من القمع، نظمت مجموعات أخرى من جماعات حقوق المثليين، بما في ذلك حلم والمؤسسة العربية للحريات والمساواة، العديد من الأحداث. تضمنت الأحداث قراءة شعرية، وليلة كاريوكي، ومناقشة حول الصحة الجنسية وفيروس نقص المناعة البشرية، وورشة عمل لمحو الأمية.

## حقوق المثليين في السياسة اللبنانية
لفترة من الوقت، أيد حزب الكتائب اللبنانية فقط تجريم المثلية الجنسية. لم تؤيد أي من الأحزاب أو الفصائل السياسية الرئيسية أو الثانوية علنا أيا من أهداف منظمات حقوق المثليين. في عام 2018، أقرت قائمة «كلنا وطني»، التي خاضت 66 مرشحًا في الانتخابات، إلغاء تجريم المثلية الجنسية. كما دعا العشرات من المرشحين الآخرين إلى إلغاء التجريم.

## حرية الرأي والتعبير
في حين كانت هناك تقارير أولية من الرقابة الحكومية حول موضوعات مجتمع الميم، فإن هناك درجة من التحرر في السنوات الأخيرة.
في 29 أيار (مايو) 2006، عرضت قناة العربية تقريرا فيه دعوة مم قبل فيها عضو مجلس بلدية بيروت سعد الدين وزان علانية رئيس الوزراء فؤاد السنيورة ووزير الداخلية البناني أحمد فتفت إلى إغلاق حلم. في 16 يونيو 2006، أدانت الخطب في مساجد بيروت المثلية الجنسية وأشارت إلى حقيقة أن بيروت لديها منظمة مرخصة من المثليين تدعى حلم. كما دعت الخطب الحكومة إلى تقديم تفسيرات. في اليوم التالي، نفى أحمد فتفت اتهامات رجال الدين الإسلاميين بأن الحكومة قد وافقت على جماعة لحقوق المثليين.

### منشورات مجتمع الميم
لبنان هي الدولة الأولى في العالم العربي التي صدرّ فيها مجلة دورية خاصة بمجتمع الميم، تدعى برّا أي في الخارج في اللهجة اللبنانية. صدرت النسخة التجريبية لها في مارس عام 2005، مع عددين لاحقين في صيف عام 2005 وربيع عام 2006.
كما تصدر جمعية حلم صحيفة إلكترونية إخبارية على موقعها الإلكتروني.
في سنة 2009، صدرّ بريد مستعجل من قبل المنظمة اللبنانية للنسويات المثليات في بيروت، والتي تدعى بـ«نسوية»، ومجموعة من النشطاء والناشطات تعمل على العدالة الجندرية في لبنان. متوفرًا باللغتين العربية والإنجليزية، تكون الكتاب من مجموعة تضم 41 قصة حقيقية وشخصية من مثليات الجنس، مزدوجات التوجه الجنسي، نساء متسائلات، ومتحولات جنسيًا من مختلف بقاع لبنان.

### الحملات الإعلامية
في مايو 2015، أطلقت «براود لبنان» وهي منظمة غير ربحية لبنانية، إحياءً لليوم العالمي لمناهضة رهاب المثلية، ورهاب التحول الجنسي، ورهاب ازدواجية التوجه الجنسي حملة إعلامية باسم «لو اختلفنا ما لازم نختلف» تحتوي على إعلان توعوي ضم العديد من الفنانين والمشاهير اللبنانيين البارزين مطالبين الحكومة اللبنانية بتوفير الحقوق المتساوية لجميع المواطنين والمقيمين بغض النظر عن توجههم الجنسي وجنسيتهم. تركز الإعلان بوجه خاص على حقوق مجتمع الميم للعيش في مجتمع خالٍ من رهاب المثلية حيث أن مجتمع الميم لا يزال يواجه تحيزًا واسعًا، بشكل رئيسي من المحافظين أو رجال الدين.

## حراك المثليين اللبنانيين في الشتات
أنشأت الطوائف اللبنانية في الشتات (أوروبا، أمريكا الشمالية، أمريكا اللاتينية، أستراليا) أيضا حضورا لمجتمع الميم اللبناني من خلال تبعات منظمة حلم في مدن مختلفة مع وجود لبناني كبير بما في ذلك مونتريال (حيث حصلت حلم التسجيل القانوني)، وباريس.

## الرأي العام
أظهر استطلاع للرأي أجراه مركز بيو للأبحاث عام 2007 أن 79٪ من اللبنانيين يعتقدون أن «المثلية الجنسية يجب أن يرفضها المجتمع»، مقابل 18%: ممن يعتقدون أن «المثلية الجنسية يجب أن يقبلها المجتمع». كان الشباب على الأرجح أكثر تأييدًا للقبول بنسبة 27% لصالح أولئك الذين تتراوح أعمارهم بين 30 و 49 (17%) والذين تزيد أعمارهم عن 50 (10%).
نشرت بلانيت روميو، وهي شبكة اجتماعية للمثليين، أول مؤشر السعادة للمثليين (GHI) في شهر مايو من عام 2015. وسُئل الرجال المثليون من أكثر من 120 دولة حول شعورهم حيال نظرة مجتمعاتهم للمثلية الجنسية، وكيف يواجهون الطريقة التي يُعاملون بها من قبل أشخاص آخرين ومدى رضاهم عن حياتهم. احتل لبنان المرتبة 99 برصيد 33 على مؤشر السعادة.

## مشاهير لبنانيون من مجتمع الميم

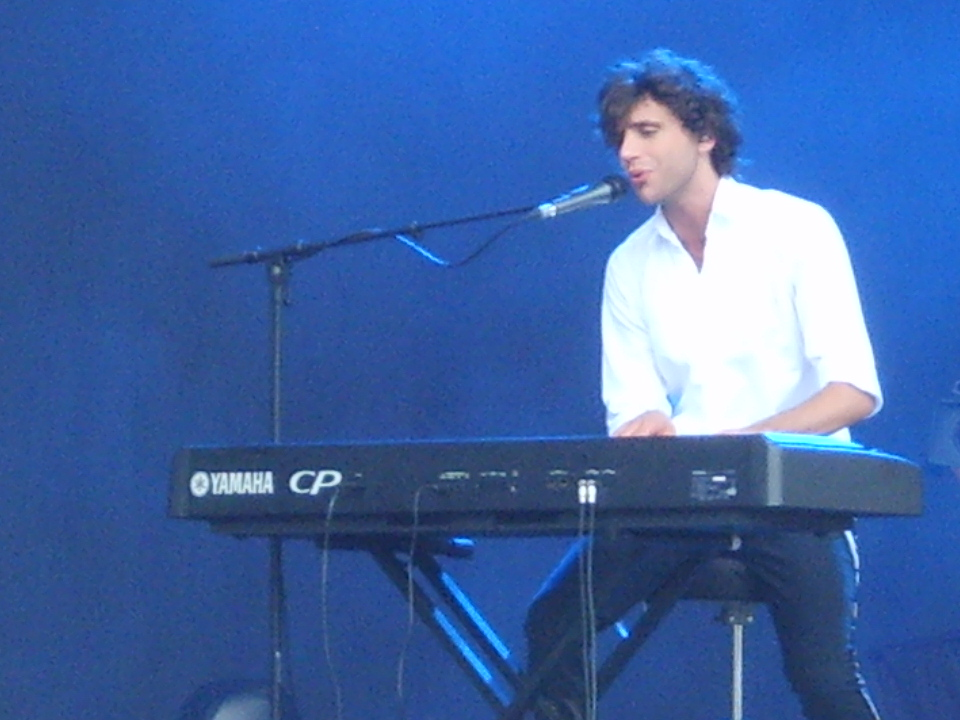
أعلن المغني اللبناني البارز ميكا في عام 2012 عن كونه مثلي الجنس.

- ايتيل عدنان، شاعرة
- ربيع علم الدين، رسام وكاتب
- بيتر المقدسي، ممثل
- ميكا، مغني
- حامد سنو، مغني
- هاز سليمان، ممثل

## ملخص
| قانونية النشاط الجنسي المثلي                                                                  | /                                   |
| المساواة في السن القانوني للنشاط الجنسي                                                       | /                                   |
| قوانين مكافحة التمييز في التوظيف                                                              | No                                  |
| قوانين مكافحة التمييز في توفير السلع والخدمات                                                 | No                                  |
| قوانين مكافحة التمييز في جميع المجالات الأخرى (تتضمن التمييز غير المباشر، خطاب الكراهية)      | No                                  |
| قوانين مكافحة أشكال التمييز المعنية بالهوية الجندرية                                          | No                                  |
| زواج المثليين                                                                                 | No                                  |
| الاعتراف القانوني بالعلاقات المثلية                                                           | No                                  |
| تبني أحد الشريكين للطفل البيولوجي للشريك الآخر                                                | No                                  |
| التبني المشترك للأزواج المثليين                                                               | [ note 1 ]                          |
| يسمح للمثليين والمثليات ومزدوجي التوجه الجنسي والمتحولين جنسيا بالخدمة علناً في القوات المسلحة | No                                  |
| الحق بتغيير الجنس القانوني                                                                    | (منذ عام 2016)                      |
| علاج التحويل محظور على القاصرين                                                               | No                                  |
| إلغاء تصنيف المثلية الجنسية كمرض                                                              | (منذ عام 2013)                      |
| الحصول على أطفال أنابيب للمثليات                                                              | No                                  |
| الأمومة التلقائية للطفل بعد الولادة                                                           | No                                  |
| تأجير الأرحام التجاري للأزواج المثليين من الذكور                                              | (غير قانوني للأزواج المغايرين كذلك) |
| السماح للرجال الذين مارسوا الجنس الشرجي التبرع بالدم                                          | No                                  |